# Lachlan Morton
Pour les articles homonymes, voir Morton.
Lachlan David Morton, né le 2 janvier 1992 à Port Macquarie, est un coureur cycliste australien, membre de l'équipe EF Education-EasyPost. Son frère Angus est également coureur professionnel.

## Biographie
Après deux saisons dans la réserve de Garmin-Sharp, il rejoint cette équipe en 2013. Lors de cette saison, il remporte sa première victoire chez les professionnels en s'imposant en solitaire lors de la 3e étape du Tour de l'Utah. Il porte pendant deux jours le maillot de leader. La semaine suivante lors du Tour du Colorado, il se fait battre au sprint par Mathias Frank. Il termine cinquième du classement général de cette course.
Fin 2014, il signe un contrat avec l'équipe Jelly Belly-Maxxis en compagnie de son frère Angus.
Au mois de septembre 2016, il fait le choix de changer d'équipe et s'engage avec la formation africaine Dimension Data.
Pour l'année 2019, il retourne dans l'équipe de Jonathan Vaughters, EF Education First-Drapac.
Non-retenu par son équipe pour participer au Tour de France 2021, il décide de rouler l'intégralité du parcours, transitions comprises, soit 5 500 km. Parti une heure après le départ réel du Tour, il réalise cela sans assistance en bikepacking.

## Palmarès
- 2010
  - Tour de l'Abitibi :
    - Classement général
    - 3e et 6e étapes
- 2011
  - 2e de la Cascade Classic
  - 3e du Tour of the Gila
- 2013
  - 3e étape du Tour de l'Utah
- 2015
  - Mount Evans Hill Climb
- 2016
  - Boulevard Road Race
  - Tucson Bicycle Classic :
    - Classement général
    - 2e étape

  - Tour of the Gila :
    - Classement général
    - 1re étape

  - 3e étape de la Cascade Classic
  - Tour de l'Utah :
    - Classement général
    - 3e et 7e étapes

  - 4e étape du Tour de Hokkaido
  - 2e de la Cascade Classic
- 2019
  - 5e étape du Tour de l'Utah

### Résultats sur les grands tours

#### Tour d'Italie
1 participation
- 2020 : 111e

#### Tour d'Espagne
1 participation
- 2017 : 90e

## Classements mondiaux
| Année                                 | 2011 | 2012 | 2013 | 2014 | 2015 | 2016 | 2017  | 2018  | 2019  | 2020  | 2021  |
| ------------------------------------- | ---- | ---- | ---- | ---- | ---- | ---- | ----- | ----- | ----- | ----- | ----- |
| UCI World Tour                        |      |      | nc   | nc   |      | nc   | 171e  | 324e  |       |       |       |
| Classement mondial                    |      |      |      |      |      | 208e | 623e  | 773e  | 1249e | 1917e | 1819e |
| UCI Europe Tour                       | nc   | 887e |      |      | nc   | nc   | 1553e | 1541e |       |       |       |
| UCI Asia Tour                         | 114e | nc   |      |      | nc   | 413e | 159e  | 172e  |       |       |       |
| UCI America Tour                      | 307e | 232e |      |      | 64e  | 6e   | nc    | nc    |       |       |       |
| UCI Oceania Tour                      | nc   | nc   |      |      | nc   | nc   | nc    | nc    | 65e   | 96e   | 61e   |
|                                       |      |      |      |      |      |      |       |       |       |       |       |
| Légende : nc = non classéSource : UCI |      |      |      |      |      |      |       |       |       |       |       |